# Office national de sécurité sanitaire des produits alimentaires
L'Office National de Sécurité Sanitaire des produits Alimentaires ou ONSSA est un organisme public marocain responsable de la sécurité sanitaire des produits alimentaires et de la conformité des aliments importés au Maroc. Il est placé sous la tutelle du ministère marocain de l'Agriculture et de la Pêche Maritime. Il est l'équivalent marocain de l'Anses, l'ACIA ou de la FDA.

## Histoire
L'Office est créé par la loi 25-08 publiée au bulletin officiel no 5714 en mars 2009.

## Missions principales
Les missions principales de l'ONSSA sont les suivantes :  
- Homologation des pesticides
- Surveillance vétérinaire des animaux d’élevage
- Contrôle des aliments importés au Maroc
- Contrôle des aliments exportés du Maroc

- Appliquer la politique du gouvernement en matière de sécurité sanitaire des végétaux, des animaux et des produits alimentaires depuis les matières premières jusqu'au consommateur final, y compris les denrées destinées à l'alimentation des animaux;

- Assurer la protection sanitaire du patrimoine végétal et animal national et contrôler les produits végétaux et animaux ou d'origine végétale ou animale, y compris les produits de la pêche, à l'importation, sur le marché intérieur et à l'exportation;

- Assurer la surveillance sanitaire des animaux et contrôler leur identification et leurs mouvements;

- Appliquer la réglementation en vigueur en matière de police sanitaire vétérinaire et phytosanitaire;

- Procéder à l'analyse des risques sanitaires que peuvent engendrer les produits alimentaires et les denrées destinées à l'alimentation des animaux sur la santé des consommateurs ainsi que les agents pathogènes pour la santé des végétaux et des animaux;

- Contrôler les maladies des végétaux et des animaux, les produits issus des végétaux et des animaux, les denrées destinées à l'alimentation des animaux, les médicaments vétérinaires ou tout autre produit destiné à l'usage de la médecine et de la chirurgie vétérinaires;

- Délivrer les autorisations ou les agréments sanitaires, selon le cas, des établissements dans lesquels les produits alimentaires et les denrées destinées à l'alimentation des animaux sont produits, fabriqués, traités, manipulés, transportés, entreposés, conservés ou mis en vente, à l'exception des halles aux poissons, des navires de pêche, des barges flottantes et des unités de traitement, de production, de transformation, de conditionnement et de conservation des produits et sous-produits de pêche maritime;

- Emettre son avis en ce qui concerne la conformité sanitaire des établissements de pêche maritime visés au paragraphe précédent avant leur agrément;

- Contrôler et procéder à l'enregistrement des médicaments vétérinaires et des établissements pharmaceutiques vétérinaires;

- Contrôler les additifs alimentaires, le matériel de conditionnement, les produits et matériaux susceptibles d'entrer en contact avec les produits alimentaires ainsi que les engrais et les eaux d'irrigation;

- Autoriser et/ou enregistrer les exploitations d'élevage;

- Contrôler et procéder à l'homologation des pesticides et à l'agrément des établissements qui les produisent, les importent ou les exportent;

- Contrôler et procéder à la certification des semences et des plants et à l'agrément des établissements qui les produisent, les importent ou les exportent